# Коринос
Корино̀с (на гръцки: Κορινός) е градче в Северна Гърция, в дем Катерини, област Централна Македония.

## География
Коринос е разположено на 20 m надморска височина, на 8 km североизточно от град Катерини, близо до морския бряг.

## История
В XIX век Коринос е гръцко село в Османската империя.  Иконата на Света Богородица Одигитрия в храма „Свети Пантелеймон“ е от 1780 година, дело на зограф Димитриос от Ахая.
Александър Синве („Les Grecs de l’Empire Ottoman. Etude Statistique et Ethnographique“) в 1878 година пише, че в Коринос (Korinos), Китроска епархия, живеят 100 гърци.
В 1913 година след Междусъюзническата война селото остава в Гърция. Според преброяването от 1913 година Коринос има 433 жители. В 1923 година в селото са заселени гърци бежанци, предимно от България. В 1928 година е смесено местно-бежанско селище със 167 бежански семейства и 627 жители бежанци.
Населението традиционно произвежда вного грозде, пшеница, памук и други земеделски продукти.
| Име          | Име          | Ново име | Ново име | Описание                                               |
| ------------ | ------------ | -------- | -------- | ------------------------------------------------------ |
| Хавуз        | Χαβούζ       | Пирги    | Πύργοι   | местност на СИ от Коринос                              |
| Палио Ревени | Παλιό Ρεβένι | Плайес   | Πλαγιές  | местност на СЗ от Коринос и на СИ от Като Агиос Йоанис |
| Батакия      | Μπατάκια     | Делта    | Δέλτα    | местност на С от Коринос                               |
| Косистра     | Κοσίστρα     | Воски    | Βοσκή    | местност на ЮЗ от Коринос                              |
| Цаирия       | Τσαΐρια      | Ливади   | Λιβάδι   | местност на СИ от Коринос                              |

| Година    | 1913 | 1920 | 1928 | 1940 | 1951 | 1961 | 1971 | 1981 | 1991 | 2001 | 2011 | 2021 |
| --------- | ---- | ---- | ---- | ---- | ---- | ---- | ---- | ---- | ---- | ---- | ---- | ---- |
| Население | 433  | 456  | 1031 | 1795 | 2247 | 2861 | 2758 | 3185 | 3705 | 4454 | 3487 | 3115 |